# De Punt (dorp)
De Punt is een dorp in de Nederlandse provincie Drenthe, gemeente Tynaarlo, met 230 inwoners (1 januari 2023).

## Geografie
De Punt is een wegdorp dat zich uitspreidt langs de westzijde van het Noord-Willemskanaal over een lengte van 3 kilometer tussen Vries in het zuiden en Eelde en Groningen Airport Eelde in het noordwesten. Direct ten westen van het dorp ligt het dorp Yde. Aan noordzijde van het dorp ligt een bedrijventerrein met de bloemenveiling Eelde. Ten zuiden daarvan ligt een rotonde, waarvandaan een weg over het kanaal voert naar Gronings grondgebied. Deze weg vormde vroeger de hoofdweg van Assen naar Groningen. De grens tussen Drenthe en Groningen verloopt iets oostelijker over de Drentsche Aa. Over deze oude waterloop, die ter plekke ook wel Punterdiep wordt genoemd, ligt de Punterbrug. Vroeger lag hier een (veer)pont en 'punt' is dan ook een verbastering hiervan. Het huidige dorp wordt pas op kaarten aangegeven vanaf de jaren 1920 (als 'Punt', vanaf de jaren 1950 als 'De Punt'), daarvoor heette alleen de plek rond de Drentsche Aa De Punt. Het huidige dorp is dan ook van veel recentere datum; rond 1850 stond er afgezien van een tolhuis nog geen enkel gebouw. Het gebied vormde toen onderdeel van de marke van Yde.
De oorspronkelijke plaats werd lange tijd De Drentse Punt genoemd, omdat de Groningse overzijde van de Drentsche Aa De Groningse Punt heet. Deze laatste naam is in onbruik geraakt, hoewel de voormalige stadsherberg bij de Punterbrug nog wel de naam draagt.

## Geschiedenis

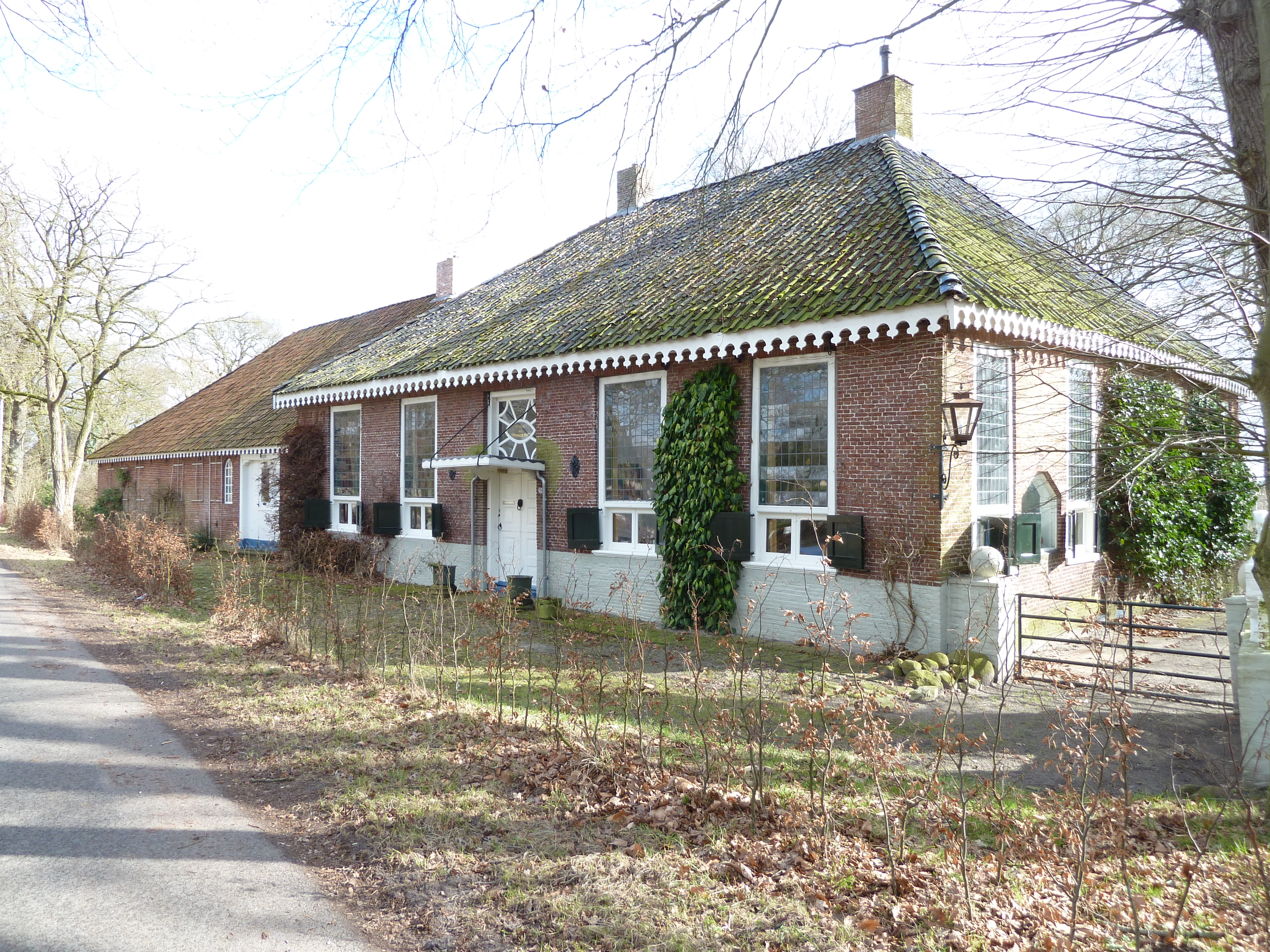
De vroegere herberg De Groninger Punt

Bij De Punt werd lange tijd tol geheven over de overtocht per pont. In 1467 kocht de stad Groningen deze Punter tol. In 1515 lag er reeds een brug. In 1736 liet de stad er een tolhuis bouwen. Dit tolhuis groeide in de loop der tijd uit tot een herberg, koetshuis en boerderij met paardenstalling die nu de naam 'Huize De Groninger Punt' draagt. Het complex werd later omgevormd tot woonhuis en vormt nu een rijksmonument. Aan de Drentse kant van de Punterbrug staat nog een tol- en tevens brugwachtershuisje uit die tijd. Hier stond vroeger ook herberg 'Drentsche Punt'. Ten oosten van de Noord-Willemsbrug (vroeger een draaibrug, later een basculebrug) stond vroeger ook een herberg. Naast de voormalige herberg De Groninger Punt ligt nog een steen die herinnert aan de aanleg van de Rijksstraatweg tussen De Punt en Harendermolen (ook wel Punterdyk genoemd) in 1824 in opdracht van de Groningse gouverneur Gustaaf Willem van Imhoff.
Tussen het kanaal en de Drentsche Aa ligt de (Drentse) polder De Punt. In 1877 werd door particulieren waterwinbedrijf De Punt opgericht, dat begin 20e eeuw overging in handen van de stad Groningen en in 1998 fuseerde tot het Waterbedrijf Groningen. In de jaren 1960-1970 is de A28 aangelegd ten oosten van het Noord-Willemskanaal. In de jaren 1990 werd tussen A28 en kanaal een drinkwatervoorziening gerealiseerd voor het pompstation dat de zoetwatervoorziening van de stad Groningen regelt vanuit de Drentsche Aa.
Tijdens de nadagen van de Tweede Wereldoorlog werd op 13 april 1945 door de terugtrekkende Duitsers de brug over de Drentsche Aa opgeblazen.
Op 23 mei 1977 vond de treinkaping bij De Punt plaats; niet in het dorp zelf maar op het spoor in de polder De Punt ten oosten van het kanaal en ten westen van de Drentsche Aa. Bij deze gijzelingsactie en de daaropvolgende bestorming door de mariniers van de BBE  kwamen zes van de negen Molukse kapers en twee gegijzelden om het leven. In 2009 werd hierover de telefilm De Punt gemaakt.
Op 9 mei 2008 vond een grote uitslaande brand plaats in de Punt waarbij drie brandweermensen van de vrijwillige brandweer uit Eelde om het leven kwamen. De brand en het daaropvolgende onderzoek ernaar zorgden voor een beleidsverandering van de brandweer met betrekking tot brandbestrijding in industriële gebouwen.

## Openbaar vervoer
In De Punt ligt busstation De Punt, dat door twee reguliere buslijnen wordt bediend:
- lijn 9: Groningen Zernike - Paddepoel - Oranjebuurt - Centrum - Groningen HS - De Wijert - Eelderwolde - Paterswolde - Eelde - De Punt
- lijn 50: Groningen - Haren - De Punt - Vries - Ubbena - Assen